# Gamla

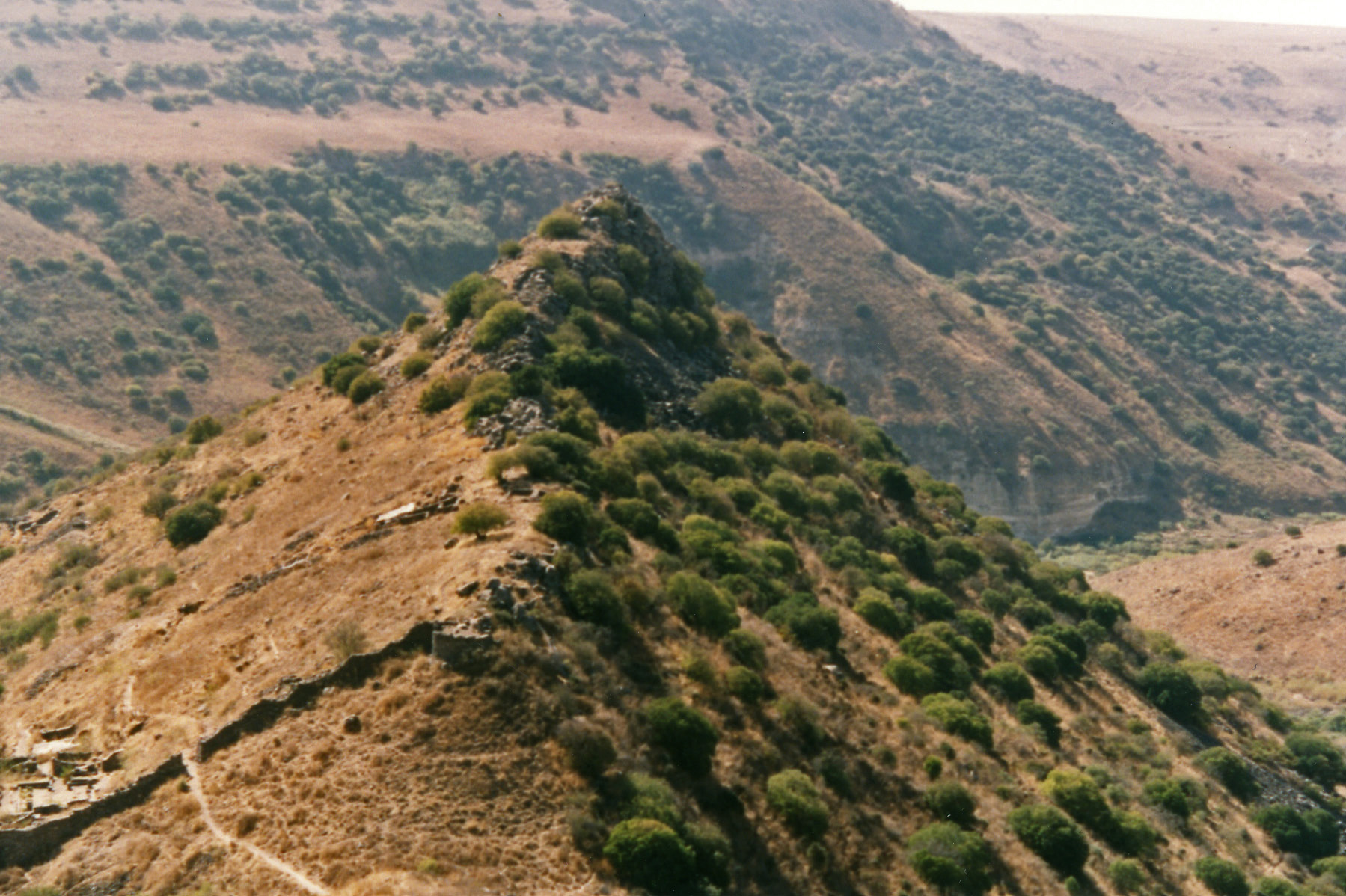
Gamla

Gamla je přírodní rezervace a národní park v Izraeli, nacházející se v centru Golanských výšin, 20 km jižně od Kacrinu, vedle silnice č. 808.

## Součásti rezervace
- Gamla - město zničené Římany za První židovské války.
- Dir Karuch – zbytky byzantské vesnice.
- Gamelský vodopád (největší v Izraeli).
- Dolmenové pole.
- Hnízdní kolonie supa bělohlavého.
- Památník padlých.

## Gamla (také Gamala)
Gamla (hebrejsky גמלא‎), město osídlené od rané doby bronzové, zničené Římany roku 67. Nachází se v nadmořské výšce 300 m n. m.

### Historie

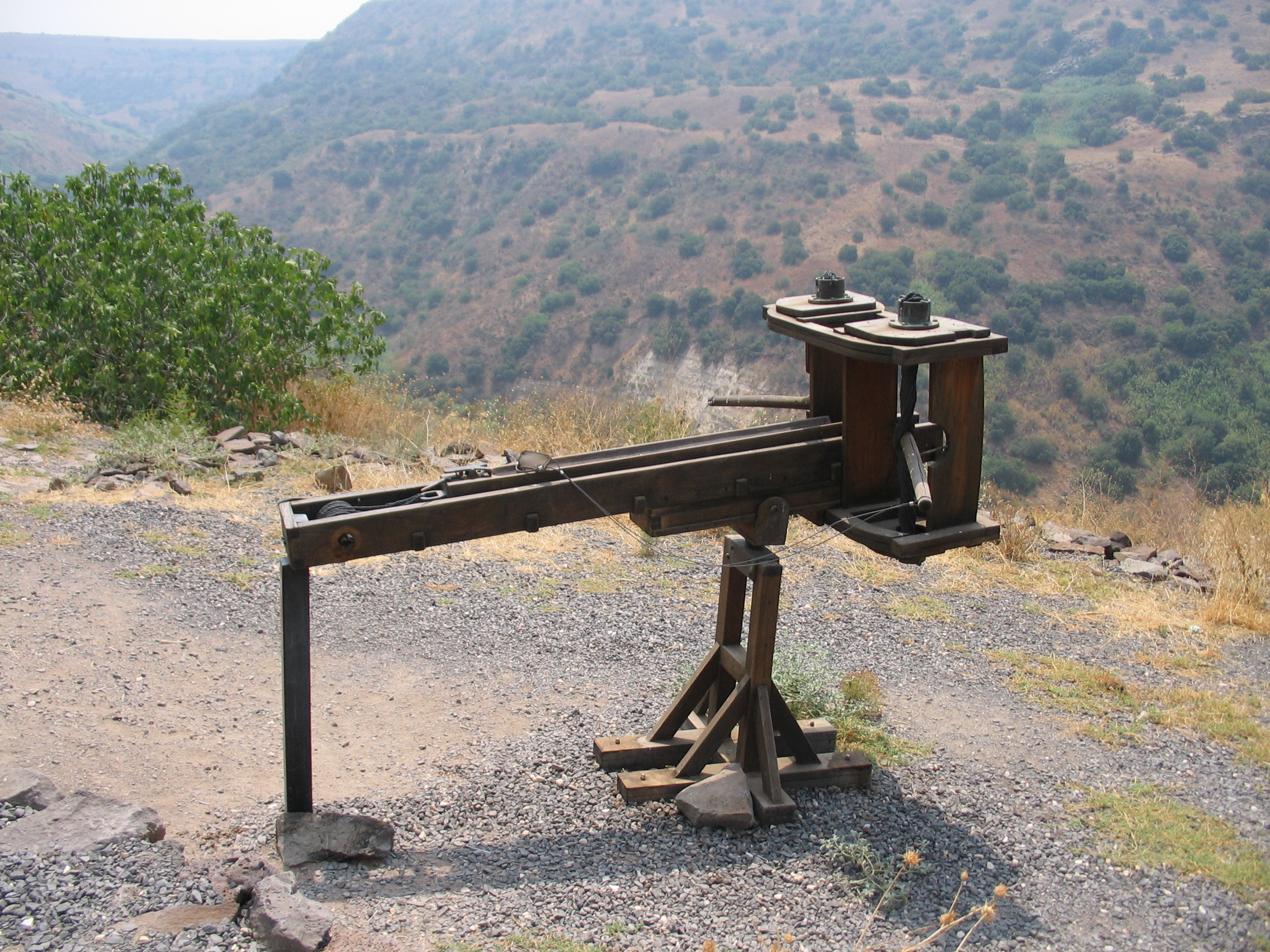
Balista

Z rané doby bronzové (3300–2700 př. n. l.) se nedochovalo mnoho kvůli druhotnému použití stavebních kamenů v pozdějších dobách. Některé zdi byly zakomponovány do staveb doby herodiánské. Poznají se od novější výstavby svou masivností. Také část hradeb z povstání je postavena na zbytcích hradeb z této doby.
Proč město poté na 2600 let zpustlo, není jasné.
Z archeologických vykopávek vyplývá, že Gamla byla obnovena ve 2. století př. n. l. jako seleukovská pevnost. Postupně se však změnila v civilní židovskou vesnici, jejíž základ byl na hřebeni kopce, odkud se rozšířila na jižní úpatí.

V letech 80–81 př. n. l. obsadil Golany hasmonejský král Alexandr Jannaios a udělal z nich součást své říše. V této době začíná rozkvět Gamly a ta se stala hlavním městem celé oblasti. Ve městě žili zřejmě jen Židé.

O době mezi Alexandrem Jannaiem a začátkem povstání nejsou žádná přímá historická svědectví, ale archeologické nálezy svědčí o prosperitě města. Prosperita města byla založena na vývozu olivového oleje do židovských obcí v Babylonii a Sýrii a v Evropě (přes přístav Týros).
Město bylo jedno z mnoha, která Josef Flavius opevnil po svém jmenování velitelem Galileje (Golany spadaly pod Galileu). Obležení a dobytí města popisuje Josef ve čtvrté knize Války. Bitvy se zúčastnily tři legie — Legio V Macedonica, X Fretensis a XV Apollinaris. Část z X. legie byli vojáci naverbovaní v Sýrii.

### Archeologie
Jelikož stála Gamla na špatně přístupném místě a nebyla už nikdy obnovena, mají archeologové jedinečný doklad židovského osídlení na přelomu letopočtu a také dobře zachovalé římské bojiště.

Archeologický výzkum vedl v letech 1976–1989 Šmarja Gutman, v letech 1997–2000 Cvi Javor a Dani Si'on z Izraelského památkového úřadu. Nálezy jsou vystaveny v Muzeu památek Golan v Kacrinu.
Bojiště
Našlo se okolo dvou tisíc kamenů, jimiž se střílelo z balist a asi 1600 železných hrotů šípů (a to většina šípů byla posbírána po bojích).
Synagoga
Je to nejstarší objevená synagoga v Izraeli. Podle mincí nalezených pod podlahou pochází nejpozději z doby Heroda. Její rozměry jsou 16×20 m. Nedaleko od ní se nachází mikve, kterých bylo v Gamle objeveno několik.
Bazilika
Jde o obecní budovu, objevenou v západní čtvrti při obnovených vykopávkách. Bylo to zřejmě sídlo soudu či samosprávy. Možná byla využívána také jako synagoga. Její rozměry jsou 15×16 m a byla postavena asi v 1. polovině 1. století př. n. l.

## Gamelský vodopád

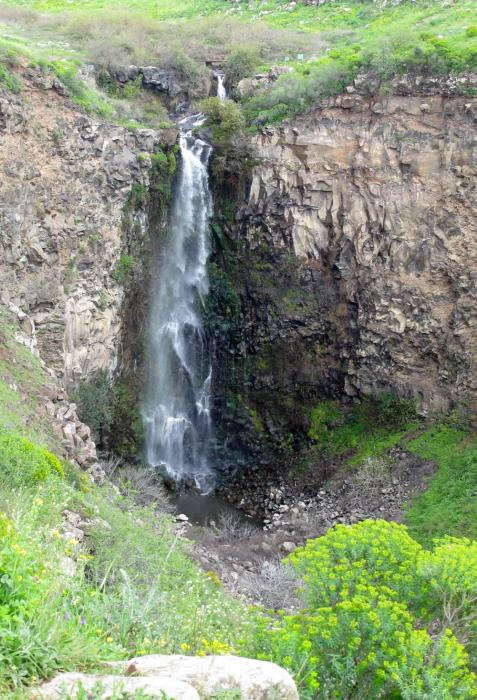
Gamelský vodopád

Je to největší vodopád v Izraeli, vysoký 51 m. Asi o 300 m níže je další, vysoký 21 m.

## Hnízdiště supa bělohlavého
V Izraeli hnízdívalo pravidelně zhruba 60 párů, z toho v Gamle téměř 40. V posledních letech však dochází k velkému úhynu ptáků. V roce 2009 zahnízdilo v Gamle jen 18 párů.

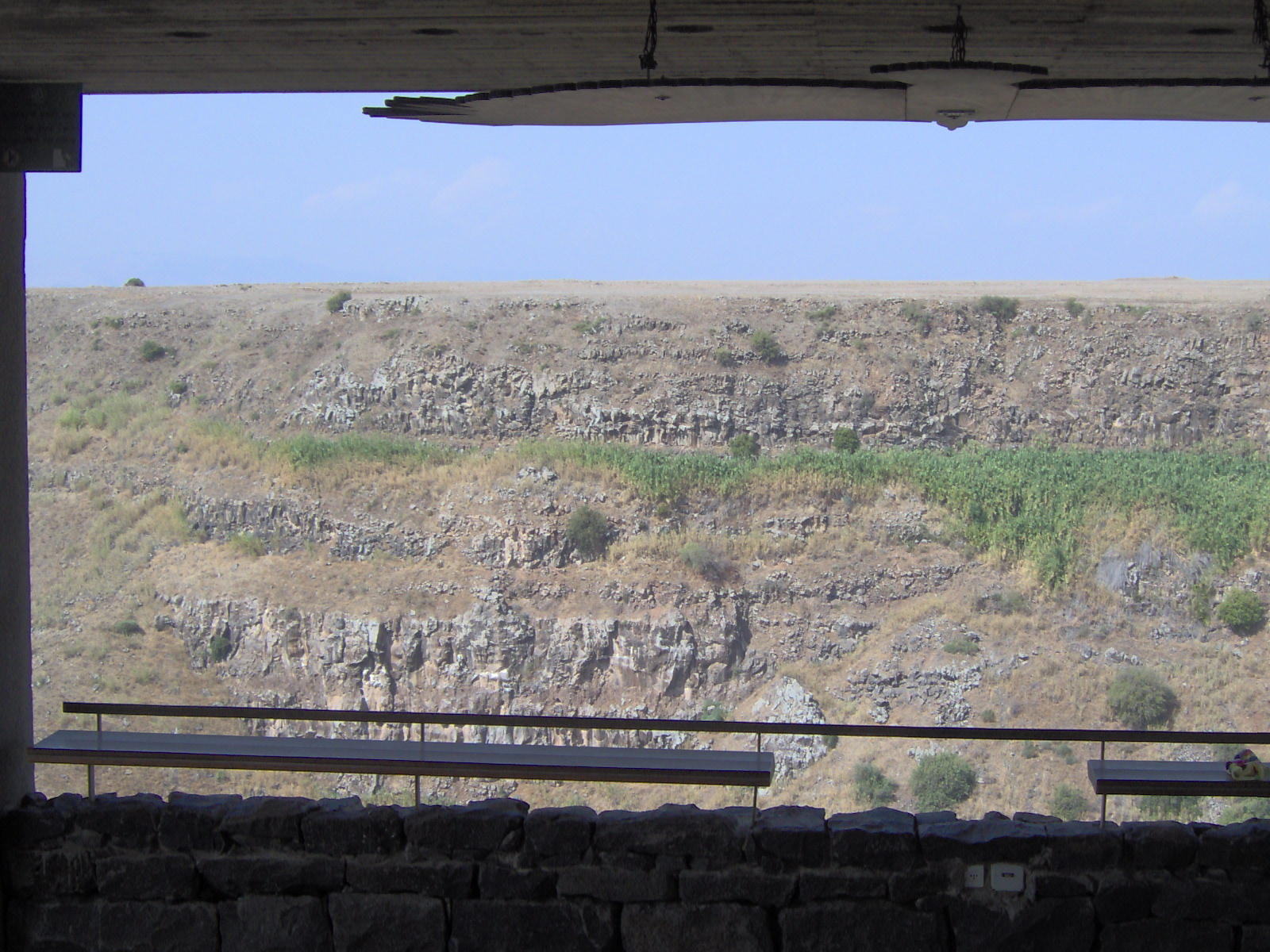
Gamla - vyhlídka na hnízdiště supů

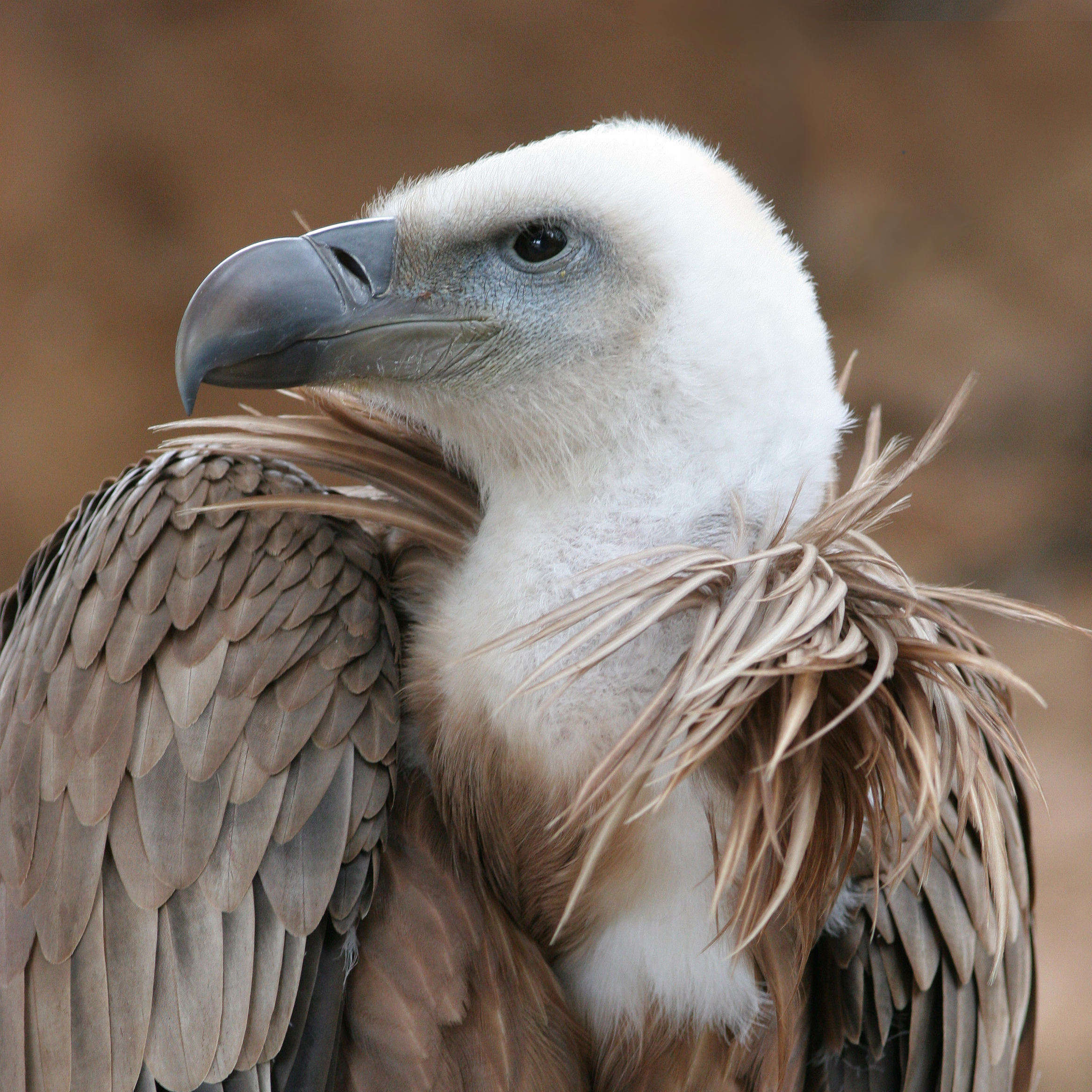
Sup bělohlavý